# Sedarum
Sedarum is een bestuurslaag in het regentschap Pasuruan van de provincie Oost-Java, Indonesië. Sedarum telt 3949 inwoners (volkstelling 2010).